# Ричардвилл (тауншип, Миннесота)
Ричардвилл (англ. Richardville) — тауншип в округе Китсон, Миннесота, США. На 2000 год его население составило 110 человек.

## География
По данным Бюро переписи населения США площадь тауншипа составляет 117,3 км², из которых 117,2 км² занимает суша, а 0,1 км² — вода (0,11 %).

## Демография
По данным переписи населения 2000 года здесь находились 110 человек, 43 домохозяйства и 30 семей. Плотность населения —  0,9 чел./км². На территории тауншипа расположено 53 постройки со средней плотностью 0,5 построек на один квадратный километр. Расовый состав населения: 100,00 % белых.
Из 43 домохозяйств в 34,9 % воспитывались дети до 18 лет, в 67,4 % проживали супружеские пары и в 30,2 % домохозяйств проживали несемейные люди. 25,6 % домохозяйств состояли из одного человека, при том 14,0 % из — одиноких пожилых людей старше 65 лет. Средний размер домохозяйства — 2,56, а семьи — 3,17 человека.
27,3 % населения — младше 18 лет, 10,0 % — в возрасте от 18 до 24 лет, 25,5 % — от 25 до 44, 27,3 % — от 45 до 64, и 10,0 % — старше 65 лет. Средний возраст — 39 лет. На каждые 100 женщин приходилось 120,0 мужчин. На каждые 100 женщин старше 18 приходилось 122,2 мужчин.
Средний годовой доход домохозяйства составлял 37 813 долларов, а средний годовой доход семьи —  38 594 доллара. Средний доход мужчин —  20 000  долларов, в то время как у женщин — 17 250. Доход на душу населения составил 13 892 доллара. За чертой бедности находились 9,1 % семей и 5,3 % всего населения тауншипа, из которых 3,2 % младше 18 лет.